# 聂拉木镇
聂拉木镇（藏語：གནའ་ལམ་）是西藏聂拉木县的一個鎮，有中尼公路通過。充堆村為該鎮駐地，也是縣政府駐地。聂拉木镇海拔高約3800公尺，距離樟木鎮約30公里。

## 行政区划
聂拉木镇下辖以下地区：
宗塔村、江东村、岗嘎村、扎西宗村、塔杰林村、充堆村和扎西岗村。

## 交通
- 318國道
- 中尼公路

- 10公里外的聶拉木鎮
- 「民警提示您：嚴禁傳播不健康思想及物品。」1993年西藏聶拉木鎮